# ريبيكا لي
ريبيكا لي (بالصينية: 李樂詩) هي مستكشفة صينية، ولدت في 1944 في غوانزو في الصين.